# Pyrethrum hissaricum
Pyrethrum hissaricum là một loài thực vật có hoa trong họ Cúc. Loài này được Krasch. miêu tả khoa học đầu tiên năm 1929.